# عك بن عدنان
عك بن عدنان بن أد جد قديم من أجداد العرب، تعود أنساب عدة قبائل إليه.

## نسب عك بن عدنان
هو عك بن عدنان بن أدد بن مقوم بن ناحور بن تيرح بن يعرب بن يشجب بن نابت بن إسماعيل بن إبراهيم الخليل عليهما الصلاة والسلام، وبعضهم يضيف بين عك وعدنان اسمَ الديث -ويقال الذيب، ويقال الريث- فيكون الديث والداً لعك، وبعضهم يضيف الحارث، لكن الصواب هو أن عكاً ابنٌ مباشر لعدنان بن أدد، وأن الذيب والحارث هي أسماؤه.

## الخلاف حول عدنانية أو أزدية عك
- القول بعدنانيته:

قالوا إنه: عك بن عدنان بن أدد بن مقوم بن ناحور بن تيرح بن يعرب بن يشجب بن نابت بن إسماعيل بن إبراهيم عليه السلام 
قال الإمام ابن كثير:
"تزوج عك في الأشعريين وسكن في بلادهم من اليمن، فصارت لغتهم واحدة، فزعم بعض أهل اليمن أنهم منهم، فيقولون: عك بن عدنان بن عبد الله بن الأزد بن يغوث. ويقال: عك بن عدنان بن الذيب بن عبد الله بن الأسد. ويقال: الريث بدل الذيب. والصحيح ما ذكرنا من أنهم من عدنان. قال العباس بن مرداس السلمي
وقال مصعب الزبيري:" فولد عدنان بن أدد: معدا، والحارث، وهو عك؛ وأمهما: منهاد بنت لهم بن جليد بن طسم؛ فكل من بالمشرق من عك ينتسبون إلى الأزد يقولون: عك بن عدنان بن عبد الله بن الأزد؛ وسائر عك في البلاد وفي اليمن ينتسبون إلى عدنان بن أدد، وقد قال العباس ابن مرداس، يتكثر بهم على اليمن:
وقال ابن إسحاق:«من عدنان تفرقت القبائل من ولد إسماعيل بن إبراهيم عليهما السلام فولد عدنان رجلين: معد بن عدنان وعك بن عدنان».
وقال ابن الكلبي:«فولد عدنان: معداً، والدّيث، وأبيا والعي درجأ. وعديناً درج وأمهم مهدد بنت اللهم بنِ جلحب، من جديس. فولد الَدّيث بن عدنان: الحارث، وهو عكّ. فولد عكّ بن الدّيث: الشاهد، وصحاراً وهو غالب، وسُبيعاً درج. وقرناً وهي في الأزد بنو عك».
قال البلاذري: "وولد عدنان: معد - وبه كان يكنى - والديث، وأبي، والعي. وهو الثبت. فولد الديث بن عدنان: عك. ويقال: إنه عك بن عدنان نفسه، قال الكميت بن زيد الأسدي
وقال الطبري:" كان عك انطلق إلى سمران من أرض اليمن، وترك أخاه معداً، وذلك أن أهل حضور لما قتلوا شعيب بن ذي مهدم الحضوري، بعث الله عليهم بختنصر عذاباً، فخرج أرميا وبرخيا، فحملا معداً، فلما سكنت الحرب رداه إلى مكة، فوجد معد إخوته وعمومته من بنى عدنان قد لحقوا بطوائف اليمن، وتزوجوا فيهم، وتعطفت عليهم اليمن بولادة جرهم إياهم، واستشهدوا في ذلك قول الشاعر:
تركنا الديث إخوتنا وعـكـا.......... إلى سمران فانطلقوا سراعا
وكانوا من بني عدنان حتـى........ أضاعوا الأمر بينهم، فضاعا".
قال مطهر المقدسي: «ولد عدنان: عك بن عدنان ومعد بن عدنان فأما عك فأول من تبدى في البادية».
قال الوزير المغربي:" عك: الحارث واختلفوا في نسبه، فقال قوم: هو عك بن عدنان بن عبد الله بن الأَزْد بن الغوث. وقال آخرون، وكأنه أثبت: هو عك بن الدِّيث بن عدنان بن أدَد. وفي ذلك يقول الكميت بن زيد الأسدي
قال السمعاني:«عك: وهي قبيلة يقال لها: عك بن عدنان أخو معد بن عدنان، حالفوا اليمن ونزلوا في الأشعريين».
- القول بقحطانيته:

أوردوا أنه عك بن عدنان بن عبد الله بن أزد بن الغوث بن نبت بن مالك بن زيد بن كهلان بن سبأ بن يشجب بن يعرب بن قحطان، وهي ذات المصادر التي أوردت القولين ورجحت عدنانيته.

## سبب الاختلاف في نسب عك بين العدنانية والقحطانية
تكلم العلماء عن سبب وقوع الخلاف في نسب عك بين العدنانية والأزدية، ومنهم الأشعري القرطبي في كتابه «التعريف بالأنساب» حيث قال بوجود قبيلتين اسمهما عك، الأولى تنسب إلى عك بن عدنان بن أدد والذين من بطونهم الشاهد وعبد الله ونبت وصحار وغافق وساعد وغيرهم. والثانية تنسب إلى عك بن عدثان بن عبد الله بن زهران.
ومنهم أيضا الشيخ المحقق عبد الرحمن المعلمي حيث قال:«زعم بعضهم أن عبد الله بن الأزد هو (عَدَنان) بفتح الدال وقيل (عُدثان) كما يأتي، ولا يعرف لعبد الله بن الأزد ابن يقال له عدنان أو عَدثان أو عُدثان، إلا أنه اشتهر أن عكاً القبيلة العظيمة المشهورة هو عك بن عدنان فكان المعروف أن عدنان هذا هو الأول والد معد، ولكن عرضت أسباب اقتضت دعوى بعضهم أن عكاً يمانية النسب كما أنها يمانية الدار؛ فقالوا في نسبها: عك بن عدنان بن عبد الله بن الأزد، وكأن من قال:» عَدنان -بفتح الدال-«أو» عُدثان -بضم فسكون فمثلثة«إنما حاول توكيد تلك الدعوى أن عكاً يمانية النسب».

## القول بنبوة عك بن عدنان
جاء في بعض المصادر التاريخية أن عك بن عدنان كان نبياً، ومن ذلك ما قاله المؤرخ والرحالة أبو الحسن الهروي في كتابه «الإشارات إلى معرفة الزيارات» بأن قبر عك في عكا وأنها سميت بذلك نسبة له وأن هناك من يزعمون بأن عك نبي ، ونقل ذلك أيضاً شمس الدين ابن طولون الصالحي في اللمعات البرقية ، وغيرهم.

## وفاته
لم تحدد المصادر التاريخية تاريخ وفاته بالضبط، ولكن ذُكر مكان وفاته ودفنه حيث توفي ودفن في مدينة عكا في فلسطين  ، وورد ذلك في عدة مصادر تاريخية منها كتاب «سفر نامة» للرحالة ناصر خسرو والذي زار مدينة عكا وزار قبر عك في جبل مشاهد الأنبياء.

## بطون عك بن عدنان
- الشاهد ومن الشاهد (غافق - ساعدة).[5][6]
- عبد الله ومنه صحار ومن صحار (عبس - بولان).[5][6]

## من قبائل عك المعاصرة
- قبائل الزرانيق.[33]
- قبائل بني مروان.[34]
- القحرى[35]
- الجرابح[35]
- الجحبا[35]
- صليل[35]
- عبس[35]

قبائل عكية في أحد الأقوال:
- قبيلة عسير.[36][37][38][39]
- قبيلة بلقرن.[40]
- قبيلة بني شبيل.[6]

## من أعلام عك بن عدنان
اشتهر من ذرية عكٍّ أعلام كثيرون، ذكرتهم كتب التاريخ، ومنهم:
- الأقرع بن شفي العكي: الصحابي الجليل، الذي عاده النبي في مرضه عندما كان مريضا.[41]
- أبو زيد الغافقي الصحابي الجليل .
- أمير الأندلس عبد الرحمن الغافقي: وهو عبد الرحمن بن عبد الله بن مخش بن زيد بن جبلة بن ظهير بن العائذ بن عائذ بن غافق بن الشاهد بن علقمة بن عك.[42]
- مهجع بن صالح العكي: أول قتيل من المسلمين يوم بدر.[43]
- الصحابي الجليل كرز بن عبد وقيل ابن عبيد العكي.[44]
- مقاتل بن حكيم العكي: من رجال دولة بني العبَّاس.[45]
- محمد بن مقاتل العكي: حاكم إفريقية في القرن الثالث الهجري.[46]
- يحيى بن أبي الخير العمراني: عالم وفقيه شافعي ومن كبار أئمة الشافعية.[47]
- محمد بن أسلم الغافقي: طبيب وجرّاح عيون وصيدلي أندلسي، وهو أول من أجرى عملية جراحية في التاريخ.
- سودة بنت عك: وهي أم مضر بن نزار بن معد بن عدنان.[48][49]
- شقيقة بنت عك: وهي أم ربيعة وأنمار ابني معد بن عدنان.[2][50]
- ابنة غافق بن الشاهد بن عك: أم الحافي بن قضاعة.[51]
- هند بنت مالك بن الغافق: أم قبيلة خثعم.[52]

وغيرهم.